# 姫路イーグレッターズ
姫路イーグレッターズ（ひめじイーグレッターズ、英: Himeji Egreters）は、日本のプロ野球球団。兵庫県姫路市を拠点に2024年より関西独立リーグ（さわかみ関西独立リーグ）のリーグ戦に参加している。運営法人は2023年設立の兵庫県民球団。

## 概要
リーグでは7番目、兵庫県から4球団目、姫路市からは姫路GoToWORLD（2016年を最後に活動休止中）以来2球団目の加盟となる。ニックネームの「イーグレッターズ」は「白鷺城のように壮大かつ優雅に世界へ羽ばたいていくとの思い」から命名された。シンボルマーク（ペットマーク）には、野球ボール、姫路城、交差する2本のバットを背景に「Egreters」のロゴが描かれている。

### 開催球場
メイン球場は姫路市立姫路球場（ウインク球場）と姫路市立豊富球場が球団ウェブサイトに記載されている。2024年3月1日に発表された同シーズンの日程では、主催25試合中、姫路球場が16試合、豊富球場が9試合となっていた。実際には中止による振替や、淡路島ウォリアーズとの対戦未消化の影響により、ウインクが14試合、豊富が8試合だった（不戦勝分を除く）。
2025年シーズンの日程では姫路球場が13試合、豊富球場が10試合のほか、豊岡市のこうのとりスタジアム（2022年 - 2023年に兵庫ブレイバーズが主催試合を実施）で1試合（相手は兵庫）が予定されている。

## 歴史

### 2024年まで
- 2023年
  - 5月1日、リーグより準加盟が発表される[6]。
  - 6月20日、リーグより、正式加盟が6月18日付で承認されて2024年からリーグ戦に参加することが発表される[7]。監督に、元オリックス・バファローズの海田智行が就任したことも合わせて発表された[7]。

- 2024年
  - 2月1日、今シーズンの選手23人がリーグより公示発表される[8]。
  - 3月30日 - 初の公式戦となる対大阪ゼロロクブルズ戦（ビジター）に勝利[9]。
  - 4月1日 - 元東京ヤクルトスワローズ選手の榎本葵がコーチに就任したことが発表される[10]（翌日リーグ公示[11]）。
  - 9月29日 - 初年度の公式戦を終了[12]。優勝した堺と27ゲーム差の5位に終わる[13]。

## 成績
| 年度 | 期 | 監督     | 順位 | 試合 | 勝利 | 敗戦 | 引分 | 勝率 | ゲーム差 |
| ---- | -- | -------- | ---- | ---- | ---- | ---- | ---- | ---- | -------- |
| 2024 | 全 | 海田智行 | 5    | 50   | 17   | 30   | 3    | .362 | 27.0     |

※2024年は淡路島ウォリアーズがシーズン途中でリーグ戦不参加となったため、未消化の6試合が不戦勝扱いとなった。

## ユニフォーム
準加盟発表後の2023年5月に球団Instagramにデザインが公開され、ホーム用は白とオレンジ、ビジター用は青とオレンジを、それぞれ使用したものになっている。

## 球団歌

### 「WE RISE UP」
Bigfumiにより作成されたことが1月15日に球団のX（旧Twitter）アカウントで発表され、2月18日の球団体制発表会（ひめじFANFUNフェスティバル）で紹介された。オーナー三尾真一郎が、知人から紹介されたBigfumiの曲を聴いて、応援歌の制作を依頼。書き下ろしのためBigfumi本人が選手や三尾らと食事をしながら球団立ち上げの思いなど取材し、姫路城や球場などを見て回り、球団名の由来にもなっている、姫路城の異名「白鷺城」から着想を得て歌詞を書いた。

## マスコットキャラクター
2024年2月18日の球団体制発表会でマスコットキャラクターの投票を実施し、2月22日に6種類の候補から最多得票を集めたデザイン（兵庫県立姫路工業高等学校デザイン科の学生によるもの）が選ばれたと発表した。名称は改めて募集され、6月6日に「イグ丸」と発表された。